# Chinese Wikipedia
De Chineestalige versie van Wikipedia is eigendom van de Wikimedia Foundation. De Chinese Wikipedia wordt vooral bewerkt en gebruikt door mensen in China, Taiwan, Singapore, Maleisië, Hongkong, Macau en door Chineze buiten China, want in China zelf is het raadplegen ervan verboden sinds mei 2015, net zoals dat het geval is voor de andere Wikipedia-edities.
Het is de op twee na grootste online Chinese encyclopedie, na Hoodong en Baidu Baike.

## Geschiedenis
De Chineestalige Wikipedia is opgericht op 20 mei 2001 in de eerste groep van niet-Engelse Wikipedia's, samen met de Catalaans-, Duits-, Esperanto-, Frans-, Hebreeuws-, Italiaans-, Japans-, Nederlands-, Portugees-, Russisch-, Spaans- en Zweedstalige Wikipedia's. De gebruikte MediaWiki-software werkte toentertijd nog niet met Hanzi.
Na een update van de MediaWiki software (op 27 oktober 2002) werd de eerste Chineestalige pagina geschreven: de hoofdpagina. De meeste artikelen werden vertaald uit de Engelstalige versie.
Wikipedia werd geïntroduceerd in de Chinese media in de krant China Computer Education (中国电脑教育报) op 20 oktober 2003. Wikipedia kwam voor het eerst in de Taiwanese media in de krant China Times op 16 mei 2004. Veel kranten hebben toen artikelen geplaatst over Wikipedia en verschillende moderators zijn geïnterviewd door journalisten. De Wikipedia had op 30 mei 2013 meer dan 697.000 artikelen. Op 13 april 2018 was dit aantal gegroeid tot 1.000.205 artikels.